# Sigmund Trondheim
Sigmund Trondheim (født 5. juni 1995 i er en dansk sanger, sangskriver, danser, tv personlighed og influencer som fik sit gennembrud i X Factor 2018. I 2018 stillede han op til Dansk Melodi Grand Prix 2019 med sangen "Say My Name". Sigmund har turneret hele Danmark rundt med sin musik og har desuden også deltaget i TV programmerne Divaer i junglen i 2019, Til middag hos... i 2019 og Good Luck Guys Danmark i 2023.

## Diskografi

### Singler
- "Folder mig ud" (2018)
- "Say My Name" (2019)
- "Rebel" (2019)
- "Spotlight venter" (2019)
- "Julen varer evigt" (2019)